# 2020-as pugliai regionális választás
| Kormányzó-jelölt    | Michele Emiliano                 | Raffaele Fitto                   |
| ------------------- | -------------------------------- | -------------------------------- |
| Párt neve           | Demokrata Párt                   | Olaszország Fivérei              |
| Választási koalíció | Balközép koalíció                | Jobbközép koalíció               |
| Eredmények          | 871,028 46.8%                    | 724,928 38.9%                    |
| Mandátumok          | Puglia Regionális Tanács:30 / 51 | Puglia Regionális Tanács:16 / 51 |

A 2020-as pugliai regionális választást, 2020. szeptember 20.-án tartották meg, amit eredetileg 2020. május 31-én rendeztek volna meg, de a koronavírus járvány miatt el kellett halasztani.

## Választási rendszer
A választás során a régió kormányzóját és a törvényhozását, a regionális tanács tagjait választják meg. A tanácsban 50 mandátumot osztanak ki, amiből 23-at választókerületi szavazáson, 27-et pedig regionális nyílt, pártlistás rendszerben, preferencia szavazáson osztanak ki.
Az a kormányzó-jelölt győz, aki a szavazatok relatív többségét megszerzi. Ennek érdekében győztes bónuszt vezettek be: ha a győztes a szavazatok legalább 40%-át megszerzi, akkor legalább 29 mandátumot kap, ha 35 és 40 % közötti eredményt, akkor 28 képviselői helyet kap, de ha 35%-nyi szavazatot sem ér el a győztes, akkor legalább 27 mandátumot kap a győztes bónusz értelmében.  A bejutási küszöb 8%-os a koalíció esetében, egyéniben induló pártoknak 4%.

### Mandátumok kiosztása
| Megyék                | Mandátumok |  |
| Bari                  | 11         |  |
| Barletta-Andria-Trani | 5          |  |
| Brindisi              | 5          |  |
| Foggia                | 10         |  |
| Lecce                 | 10         |  |
| Taranto               | 8          |  |
| Kormányzó-jelöltek    | 2          |  |
| Összesen              | 51         |  |

## Háttér
2020. január 12.-én a Demokrata Párt, a balközép koalíció számára előválasztást tartott, amin a hivatalban levő regionális kormányzó, Michele Emiliano győzött a szavazatok 70,42%-ával.
Az előválasztás után a Matteo Renzi vezette Olaszország Él, Emiliano politikai irányát túlságosan hasonlónak találtak az 5 Csillag Mozgaloméhoz, emiatt úgy döntöttek, nem indulnak a balközép koalíció részeként, hanem külön listán indulnak. Renzi javaslatát olyan centrista pártok is javasoltak, mint a Több Európát párt.
A jobbközép koalíció úgy döntött, hogy Raffaelle Fittót, a régió egykori kormányzóját, parlamenti képviselőt indítja el, aki az Olaszország Fivérei tagja volt.  Ám ezt a javaslatot az Északi Liga salentói szervezete ellenezte, Nuccio Altieri személyében saját jelölttel akartak indulni. Fitto jelöltsége megosztotta a helyi jobbközép szavazókat.  Egyes vélemények szerint, azért került sor végül Fittó jelöltségére, mert helyileg ismert jobboldali politikus volt, másfelől mert az Emilia-Romagnában és Calabriában megtartott regionális választásokon az eddig jobboldali vezető erőnek vélt Északi Ligának nem sikerült győznie.

## Kormányzó-jelöltek

### Michele Emiliano
Emilianót a balközép-koalíció jelöltjeként egy 15 pártból álló koalíció támogatja: Demokrata Párt, Polgáriak (Egyes Cikkely, Olasz Republikánus Párt), Emilianót támogató civil mozgalom, Demokratikus Centrum, Népi Alternatíva, Szoldális és Zöld Puglia (Zöldek Szövetsége, Olasz Szocialista Párt, Olasz Baloldal), Közös Olaszország, Nyugdíjasok Pártja, Állatvédők Pártja, Kereszténydemokraták illetve egyéb alternatív baloldali pártok.

### Raffaele Fitto
Fitto a régió 2000 és 2005 közötti kormányzója volt, akit a jobbközép koalíció támogat a következő pártokkal: Olaszország Fivérei, Északi Liga , Forza Italia , Centrum Uniója, Új Szocialisták és a "Holnap Pugliája" civil mozgalom.

### Antonella Laricchia
Laricchia regionális képviselő, 5 Csillag Mozgalom jelöltje.

### Ivan Scalfarotto
Scalfarotto LMBT jogi aktivista, a Második Conte-kormány külügyi és nemzetközi együttműködésért felelős államtitkára. Az Olaszország Él és a Több Európát is magába foglaló civil mozgalom illetve egy zöld mozgalom is támogatta.

## Eredmények

### Kormányzó-jelöltek
| Jelölt                  | Jelölt              | Szavazatok száma | Szavazatok % |
| ----------------------- | ------------------- | ---------------- | ------------ |
|                         | Michele Emiliano    | 871.028          | 46,78        |
|                         | Raffaele Fitto      | 724.928          | 38,93        |
|                         | Antonella Laricchia | 207.038          | 11,12        |
|                         | Ivan Scalfarotto    | 29.808           | 1,60         |
|                         | Mario Conca         | 16.531           | 0,89         |
| Összesen                | Összesen            | 2.574.718        | 100.00       |
| Forrás: Ilsole24ore.com |                     |                  |              |

### Pártlisták eredménye
| Jelölt                  | Jelölt                                  | Szavazatok száma | Szavazatok % |
| ----------------------- | --------------------------------------- | ---------------- | ------------ |
|                         | Demokrata Párt                          | 289,188          | 17.25        |
|                         | Olaszország Fivérei – Nemzeti Szövetség | 211,693          | 12.63        |
|                         | 5 Csillag Mozgalom                      | 165,243          | 9.86         |
|                         | Északi Liga                             | 160,507          | 9.57         |
|                         | Forza Italia                            | 149,399          | 8.91         |
|                         | Puglia Holnapja                         | 141,201          | 8.42         |
|                         | Emiliano listája                        | 110,559          | 6.59         |
|                         | Populárisok                             | 104,857          | 4.45         |
|                         | Polgári Érték                           | 69,780           | 4.16         |
|                         | Közös Olaszország                       | 64,886           | 3.87         |
|                         | Szolidáris és Zöld Puglia               | 63,725           | 3.60         |
|                         | Emiliano listája                        | 43,404           | 2.59         |
|                         | Közép Uniója                            | 31,736           | 1.89         |
|                         | Olaszország Él                          | 18,025           | 1.08         |
| Total                   | Total                                   | 1,676,499        | 100.00       |
| Forrás: Ilsole24ore.com |                                         |                  |              |